# Ngara (Kagera)
Ngara es un valiato de Tanzania perteneciente a la región de Kagera.
En 2012, el valiato tenía una población de 320 056 habitantes.
El valiato se ubica en el suroeste de la región y es fronterizo con Ruanda y Burundi. La localidad de Ngara se ubica unos 10 km al sur del río Kagera que marca la frontera con Ruanda, a medio camino por la carretera que une las cataratas Rusumo con la frontera burundesa de Butihinda.
El área ha sido lugar de acogida para refugiados de los conflictos de Burundi y Ruanda desde los años 1960. El valiato se hizo famoso internacionalmente entre 1993 y 1996 cuando, durante la crisis de refugiados de los Grandes Lagos, se asentaron en Ngara varios cientos de miles de personas. En plena transición tanzana a la democracia y condicionado el país por dificultades económicas, Ngara tuvo que recibir ayuda internacional, especialmente del Alto Comisionado de las Naciones Unidas para los Refugiados y del Programa Mundial de Alimentos.

## Subdivisiones
Comprende las siguientes katas:
- Bukiriro
- Bugarama
- Kabanga
- Kanazi
- Kibimba
- Kirushya
- Keza
- Mabawe
- Muganza
- Mugoma
- Murusagamba
- Ngara Mjini
- Ntobeye
- Nyakisasa
- Nyamiyaga
- Rulenge
- Rusumo
- Mbuba